# فولين (أغنية)
«فولين» (بالإنجليزية: Foolin')‏ هي أغنية من عام 1983 لفرقة الهارد روك البريطانية ديف ليبارد من ألبومها بايرومانيا. عندما أُصدرت كأغنية منفردة لاحقاً ذاك العام، وصلت للمرتبة التاسعة على لائحة الروك السائد والمرتبة #28 على بيلبورد هوت 100.

## الفيديو الموسيقي
كان الفيديو الموسيقي من إخراج ديفيد ماليت. تم تصوير الفيديو في يونيو 1983 في مسرح ريتز بمدينة إليزابيث، نيو جيرسي، الولايات المتحدة وبُثَّ في أغسطس 1983. برزت في الفيديو حبيبة بيلي آيدول ذاك الوقت بيري ليستر حيث تقوم بعزف القيثارة مغمضة العينين. في تجميعة الفيديوهات هستوريا، يذكر النص التعليقي للفيديو، «بالفعل، وجه بلا عينين»، كتلاعب باسم أغنية آيدول، «آيز وث آوت أ فيس».

## الإرث
قامت دراما المراهقين الكندية المشهورة ديغراسي: ذا نيكست جينيريشن، المعروفة بتسمية كل حلقة من حلقاتها باسم إحدى أغاني الثمانينات الناجحة، بتسمية إحدى حلقاتها باسم هذه الأغنية. يمكن تشغيل هذه الأغنية في لعبة الفيديو الموسيقية روك باند 3.

## قائمة الأغاني

### 7": ميركري / بوليغرام / 814-178-7 (الولايات المتحدة)
1. «فولين»
2. «كومين أندر فاير»